# Kabirizi
Kabirizi è una circoscrizione rurale (rural ward) della Tanzania situata nel distretto di Muleba, regione del Kagera. Conta una popolazione di 12 666 abitanti (censimento 2012).